# 瑞典人口號

根據1990年前的標準所模擬的瑞典人口號：
出生日期 (YYMMDD)
出生省份 (32 代表 哥特兰省)
性別（奇數代表男性、偶数代表女性）
校验码

人口號（瑞典語：personnummer）是瑞典的身份证号码，由瑞典稅務局發放，是在瑞典國內廣泛使用的十位數字編碼，用於辨別個人身份。

## 歷史

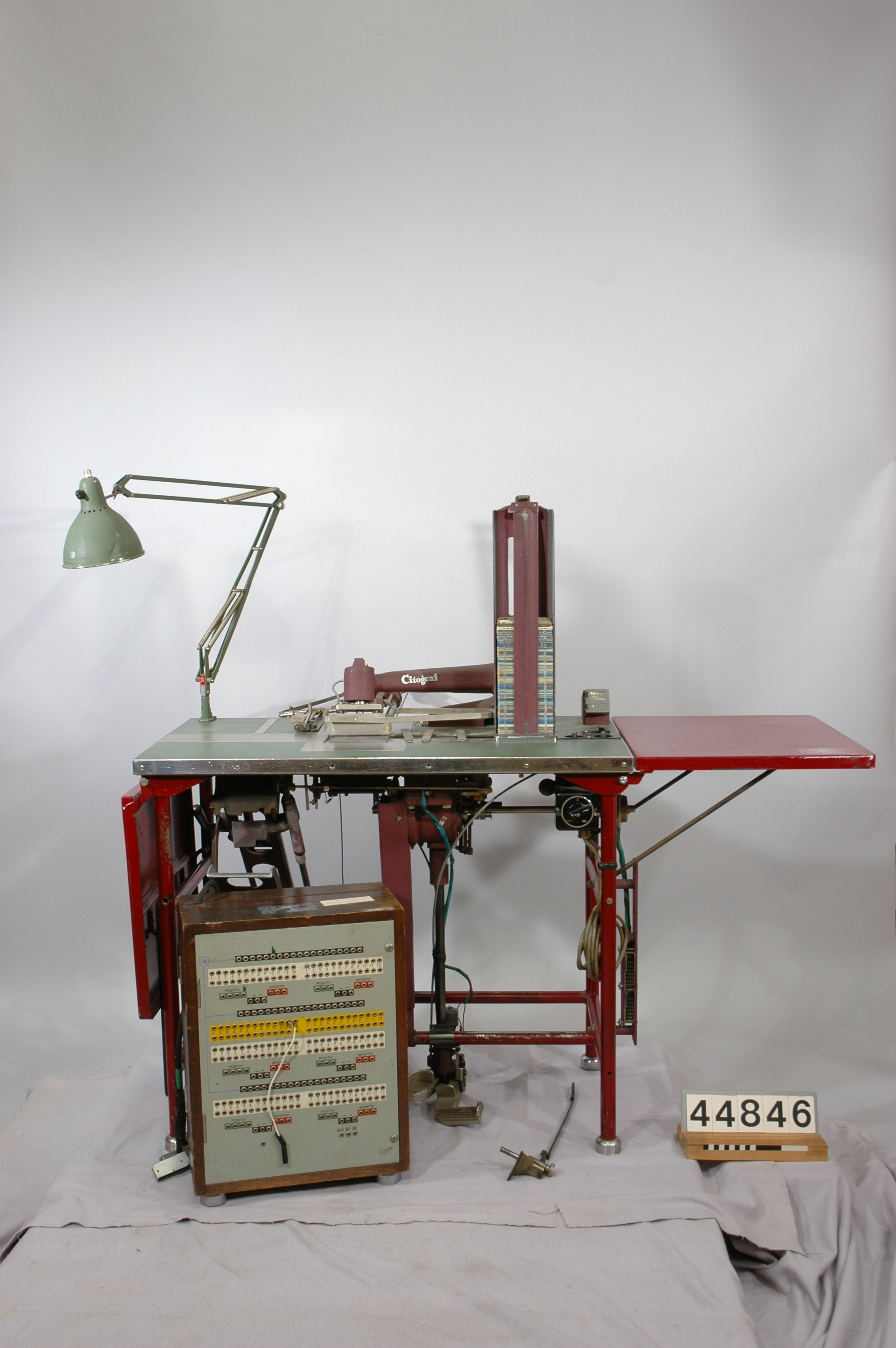
Carl Lamm 的穿孔機，前面有愛立信的繼電器組，是在引入最早的三位數人口號時所使用的機械設備。

1947年1月1日，瑞典實施了預扣所得稅（Källskatten）的制度，這意味著稅款將在收入進帳時即時扣繳，而非事後繳納。瑞典政府為了實現這一個制度，所以必須建立一個可靠且容易管理的人口登記系統。當時的人口登記一般依賴教會的登記簿和手寫的名冊，這些傳統的管理方法顯然地無法滿足新的需求。因此，穿孔卡系統作為一項創新技術被引入了新的人口登記系統。此技術是一種需手動登錄資料的系統，原理是將每個人的基本資料沖壓在鋁製卡片上。
在建立穿孔卡登錄系統的過程中，一項重要的新措施是引入了唯一的身份識別碼。當時在設計過程中，考慮到號碼必須便於使用者記憶，因此以大多數人熟悉的出生日期為基礎，並在其後加上三位數字以確保唯一性。人口號正式使用之初，其格式為出生日期（省略代表世紀的頭兩位數字）、一個分隔符號以及三位數字。年滿100歲的人使用加號（+）作為分隔符號，其餘則使用連字號（-）。這樣，每一位登記者都擁有獨一無二的人口識別碼。
1968年，原本的九位數人口號碼增加至十位數，新增的一位為校验码，並置於號碼末尾。此校驗碼由穿孔卡系統自動生成，通過卢恩算法計算得出，在數據處理過程中能夠輕易發現輸入錯誤，並大大提升了號碼的安全性。同年，此人口號系統被瑞典法律正式確立並命名為。

## 組成結構
人口號由十位數字組成，分為前六位數字及後四位數字兩組。這兩組數字以分隔符號隔開，年滿100歲的人使用加號（+），其餘則使用連字號（-）。
範例：
```
    出生日期  校驗碼
    ||||||    |
    811218-9876
           |||
         出生序號
```

人口號的前六位數字由出生日期組成，格式為年份（不含世紀的前兩位數字）、月份及日期，月份和日期若為個位數，則在前方補零以符合格式。分隔符號後的前三位數字時出生序號，由一個流水號組成，而第三位數字則代表性別（奇數代表男性、偶數代表女性）。直到1990年，出生序號的前兩位數字在大多數情況下代表號碼擁有人的出生省分。最後一位數字是於1968年引入的校驗碼，當時開始使用電腦化戶籍管理。如果某日期的出生序號用盡，則會將個人號碼改為次日的日期。
當號碼擁有人年滿100歲時，分隔符號的連字號（-）會改為加號（+）。
在資料儲存時，瑞典稅務局會將出生年份以四位數字記錄，使人口號變為十二位數字，而且通常不使用連字號，例如：198112189876。這種格式僅用於資料庫紀錄，外部通常不會顯示完整的四位數年份。在螢幕顯示或列印時，通常不會顯示這四位數年份。但在護照、駕照、保險局網站等場合，則會使用包含四位數年份和分隔符號的十二月位數字格式，例如：19811218-9876。

### 出生省分號碼
對於1990年以前發出的人口號，出生序號（即連字號後的數字）前兩位表示號碼擁有者出生時的省份（或1946年11月1日起分配號碼時的戶籍所在地）。自1990年起，出生序號取消與出生省份的關聯，改為隨機編配。因此，海外出生者的出生序號不再以93至99開頭，以減少現代社會所產生的歧視問題。至於規則中男性和女性的分辨號碼仍予以保留。
1990年1日1日前，以下的出生號碼所代表之省份：
- 10–13 斯德哥尔摩省 1946年至1967年
- 00–13 斯德哥尔摩省 1968年至1989年
- 14–15 乌普萨拉省
- 16–18 南曼兰省
- 19–23 东约特兰省
- 24–26 延雪平省
- 27–28 克鲁努贝里省
- 29–31 卡尔马省
- 32 哥得兰省
- 33–34 布萊金厄省
- 35–38 克里斯蒂安斯塔德省
- 39–45 馬爾默胡斯省
- 46–47 哈兰省
- 48–54 哥德堡和布胡斯省
- 55–58 艾爾夫斯堡省
- 59–61 斯卡拉堡省
- 62–64 韦姆兰省
- 65 額外號碼（Extranummer），原有的省份號碼不足以分配時使用。
- 66–68 厄勒布鲁省
- 69–70 西曼兰省
- 71–73 达拉纳省
- 74 額外號碼（Extranummer），原有的省份號碼不足以分配時使用。
- 75–77 耶夫勒堡省
- 78–81 西诺尔兰省
- 82–84 耶姆特兰省
- 85–88 西博滕省
- 89–92 北博滕省
- 93–99 額外號碼（Extranummer），原有的省份號碼不足以分配時使用，同時適用於1946年後移居瑞典之人士。

### 校驗碼
早於1946年提交的諮詢文件中，已經有人提出號碼輸入錯誤的風險很高，而刪除代表世紀的前兩位數字是不可取的方法。儘管穿孔卡系統的引入象徵數據處理會趨向自動化的發展，但直至1968年校驗碼才被應用於此。
校驗碼的計算方法為：將前九位數字按照順序乘以交替的2和1，將乘積結果中的兩位數（例如16）拆分成各位數相加（1 + 6 = 7），然後將所有結果加總。最後，把10減去該總和的最後一位數即可得出校驗碼的結果（如果總和的最後一位數是0，則校驗碼為0）。
這個算法最初由Hans Peter Luhn開發，因此通常稱之為卢恩算法。另外，他當時在IBM工作並為其開發此算法，因此亦被稱為IBM MOD-10。此算法的目的是為了偵測出單一數字錯誤或相鄰兩個數字位置互換的錯誤。此算法亦廣泛應用於信用卡號、郵政匯款號碼、銀行匯款號碼和銀行帳戶等不同用途。
範例（以811218-987f為例子）：
```
  
 8  1 1 2 1 8  9 8  7

*  2  1 2 1 2 1  2 1  2
-------------------------
  
 
^
  ^ ^ ^ ^ ^ 
 
^
 ^ 
 
^
 

  16  1 2 2 2 8 18 8 14
```

將數字拆分並相加：1+6+1+2+2+2+8+1+8+8+1+4 = 44
把總和從最接近的較高十位數中減去，若總和能被10整除，則從自身減去。這可表示為模10的算法：(10 - (44 % 10)) % 10 = 6。因此，校驗碼（f）的答案為6，而完整的個人編號為 811218-9876。

## 其他號碼

### 協調號碼
在2000年1月1日之前，未在瑞典進行人口登記的人士可獲得「臨時個人編號」。此後，人口號僅分配給在瑞典進行人口登記的人士，而沒有瑞典個人編號的人士會被分配一個「協調號碼（瑞典）」，用於與瑞典政府部門進行身份識別。協調號碼的格式與人口號相似，但出生日期的最後兩位數字會加上60，因此數字範圍在61至91之間，而非01至31。例如，一個出生於1970年10月3日的人，其協調號碼將以701063開頭（而非701003）。

### 臨時號碼
在瑞典的醫療系統中，存在一種稱為「臨時號碼」的臨時身份識別號碼。其用途為於缺少人口號、協調號碼或號碼不明的情況下，將患者與相關的醫療記錄連結起來。通常使用臨時號碼的群體包括：某些新生兒（不包括健康的新生兒，他們的紀錄會紀錄與母親的醫療檔案中）、未在瑞典登記的人口、尋求庇護之人士、無法提供人口號的人士（例如昏迷或意識混亂，且無身分證明文件）、不知道或不願意提供人口號之人士、根據《1986:198號HIV感染檢測條例》有權進行匿名檢測的患者及需要確保除轉診機構外無人能識別身份的患者。

### 組織編號
瑞典的企業和組織會獲發一個「組織編號」，用作與瑞典稅務局進行類似人口號的交互。經營獨資企業之人士則會使用自己的人口號作為組織編號。瑞典法律規定，所有發出的收據必須包含組織編號或人口號（適用於獨資企業）。

### GD號碼
瑞典稅務局分配及使用一種稱為「GD號碼」的特殊登記號碼，適用於居住於瑞典國外且需履行稅務義務之人士，例如：在瑞典擁有房產、經商業活動、持有瑞典股票（特別是過去10年於瑞典居住之人士）及其他特定狀況。對於希望開設電力賬戶或瑞典銀行賬戶以支付相關費用的外國房產所有者，則需要申請協調號碼。

### LMA號碼
瑞典移民局會為尋求庇護之人士分配一種稱為LMA號碼的編碼。

## 衍生問題
2007年2月，瑞典稅務局宣布，20世紀50年代末至60年代初1月1日和7月1日出生的人的人口號將面臨號碼用盡的風險，而這些日期過去常用於沒有身份證明文件的人士。隨著瑞典加入歐盟，越來越多的人為了短期或長期工作而移居瑞典。在此之前，出生於上半年但不知道確切出生日期的人，會被分配一個對應當年1月1日的個人編號；出生於下半年的人則會被分配7月1日的個人編號。根據統計，在瑞典出生的公民中，個人編號顯示為1月1日出生的人僅占0.2%，相比之下，例如來自敘利亞的移民中這一比例為5.7%，來自索馬里的移民則為4.7%。大約從2010年起，某些日期的個人編號開始用盡，而得出的解決方法就是為這些人分配晚一兩天的人口號。此舉導致他們在獲得某些成人權利（如購買酒精飲料）時會比擁有正常編碼的人延遲幾天。
此外，來自其他歐盟國家的居民在申請瑞典個人編號時面臨一定困難，因為他們必須持有工作合同或大學錄取通知書才能獲得該編號。然而，根據稅務和銀行規定，所有員工必須使用人口號進行登記，這導致一些被取錄的外國人最終無法獲得工作。即使他們獲得了工作，通常也需要數個月才能開設銀行賬戶，因為他們需先申請個人編號，再申請身份證，而這兩個過程在稅務局均需較長時間。由於個人編號的短缺，稅務局不願為僅在瑞典工作數個月的人分配個人編號。因此，這些人會被分配協調號碼，但此舉會限制他們的某些權利及帶來不便。

## 重用
在極少數情況下，人口號會被重新使用。截至2016年1月，瑞典約有23,000個個人編號被重新使用。重新使用的原因主要是某些日期的個人編號短缺，瑞典統計局保留了這些編號的清單。

## 更換人口號
截至2008年1月，有超過75,000人更換了人口號。最常見的兩個更換原因是：出生時登記的出生日期或性別錯誤，或移居人士被登記了錯誤的出生日期。同時，性別更正和「受保護身份」是較不常見的更換原因。

## 軼聞
第一位獲得人口號的人是Johanna Charlotta Johansson（原姓為Lundkvist），她出生於1840年5月6日，逝世於1947年11月2日。1946年11月1日，當瑞典全體人口被分配個人編號以準備1947年1月1日正式實施時，她獲得的個人編號為400506+140。加號表示她已超過100歲，因此開頭的兩位數字指的是1840年而非1940年。
法律要求銀行使用人口號，主要原因是因為銀行需要向稅務當局報告。然而，沒有瑞典人口號之人士在瑞典開設銀行賬戶並無障礙。他們只需需出示身份證明文件或護照，而銀行亦會複印並保存這些文件。

## 遺囑財產
若遺囑財產在死者去世後一年內尚未分配給繼承人，且需要申報稅務，稅務局將為該遺囑財產分配一個組織編號。遺囑財產的組織編號以10xxxx-xxxx開頭。